# Rainbow City (Arizona)
Rainbow City es un lugar designado por el censo ubicado en el condado de Navajo en el estado estadounidense de Arizona. En el Censo de 2010 tenía una población de 968 habitantes y una densidad poblacional de 171,6 personas por km².

## Geografía
Rainbow City se encuentra ubicado en las coordenadas 33°52′23″N 109°58′35″O / 33.87306, -109.97639. Según la Oficina del Censo de los Estados Unidos, Rainbow City tiene una superficie total de 5.64 km², de la cual 5.64 km² corresponden a tierra firme y (0%) 0 km² es agua.

## Demografía
Según el censo de 2010, había 968 personas residiendo en Rainbow City. La densidad de población era de 171,6 hab./km². De los 968 habitantes, Rainbow City estaba compuesto por el 0.72% blancos, el 0% eran afroamericanos, el 98.45% eran amerindios, el 0% eran asiáticos, el 0% eran isleños del Pacífico, el 0% eran de otras razas y el 0.83% pertenecían a dos o más razas. Del total de la población el 0.52% eran hispanos o latinos de cualquier raza.